# Евтим Ляпчев
Евтим (Ефтим) Тасев Ляпчев е български общественик от Македония.

## Биография
Евтим Ляпчев е роден в 1858 година в град Ресен, тогава в Османската империя. Брат е на министър-председателя на България Андрей Ляпчев и на революционера от ВМОРО Никола Ляпчев, загинал през Илинденско-Преображенското въстание. През 1873 година учи в българското училище в Ресен при учителя Захари Чинтулов. При обновление на църква в Ресен Евтим Ляпчев намира подна плоча, на която разчита името Самуил. По-късно плочата е изследвана от Фьодор Успенски и Любомир Милетич. През 1913 година Евтим Ляпчев е екстерниран в България от новите сръбски власти, но след освобождението на Вардарска Македония по време на Първата световна война в 1915 година се завръща в родния си град.
През 1917 година подписва Мемоара на българи от Македония от 27 декември 1917 година.